# Morbakka fenneri
Morbakka fenneri is een tropische kubuskwal uit de familie Carukiidae. De kwal komt uit het geslacht Morbakka. Morbakka fenneri werd in 2008 voor het eerst wetenschappelijk beschreven door Gershwin. 